# はくちょう座RS星
はくちょう座RS星（はくちょうざRSせい）は、はくちょう座の脈動変光星。

## 概要
SRA型の半規則型変光星で、417.39日の周期で6.5等と9.5等の間を変光する。はくちょう座RS星が分類されるSRA型は半規則型変光星の中でも周期性の良い変光をする赤色巨星が分類される型であり、はくちょう座RS星自身もスペクトル型がC8,2e（ハーバード方式ではN0pe）の赤色巨星である。はくちょう座RS星は炭素星なので同じ表面温度のM型のスペクトルをもつ星より赤い色で輝いている。

## 導入方法
はくちょう座γ星及びはくちょう座P星の近くにあるため、γ星とP星から辿って導入する。

## 名称
学名はRS Cygni（略称：RS Cyg）、ボン掃天星表の番号はBD+38°3957、ヘンリー・ドレイパーカタログの番号はHD 192443。